# Maison Chaumont (Stavelot)
Ne doit pas être confondu avec Maison de Chaumont.
La maison Chaumont est une maison classée située dans le centre historique de la ville de Stavelot en Belgique (province de Liège).

## Localisation
Cette maison est située au no 5 de la rue Chaumont, une étroite rue pavée de la partie haute du centre historique de la ville ardennaise de Stavelot. Elle se situe à une trentaine de mètres de l'angle ouest de la place Saint-Remacle.

## Historique
Construite au XVIIIe siècle, la maison Chaumont compte parmi les anciennes demeures de la ville de Stavelot qui fut presque entièrement détruite en 1689 par les troupes de Louis XIV.

## Description
La façade possède cinq travées et deux niveaux (un étage) ainsi que sept lucarnes en toiture. La façade se prolonge par une large travée supplémentaire sur la gauche avec un porche d’entrée cintré. Cette façade érigée en pans de bois est recouverte par des ardoises essentées qui forment trois légers ressauts au-dessus des baies des deux niveaux et en dessous des baies du rez-de-chaussée pour permettre l’écoulement des eaux. La porte d'entrée placée sur la travée centrale est précédée d'un perron en pierre calcaire de deux marches, avec chasse-roues. Le soubassement est réalisé en pierres de schiste équarri. À l’intérieur, la maison a conservé plusieurs pièces du XVIIIe siècle faisant aussi l'objet d'un classement.

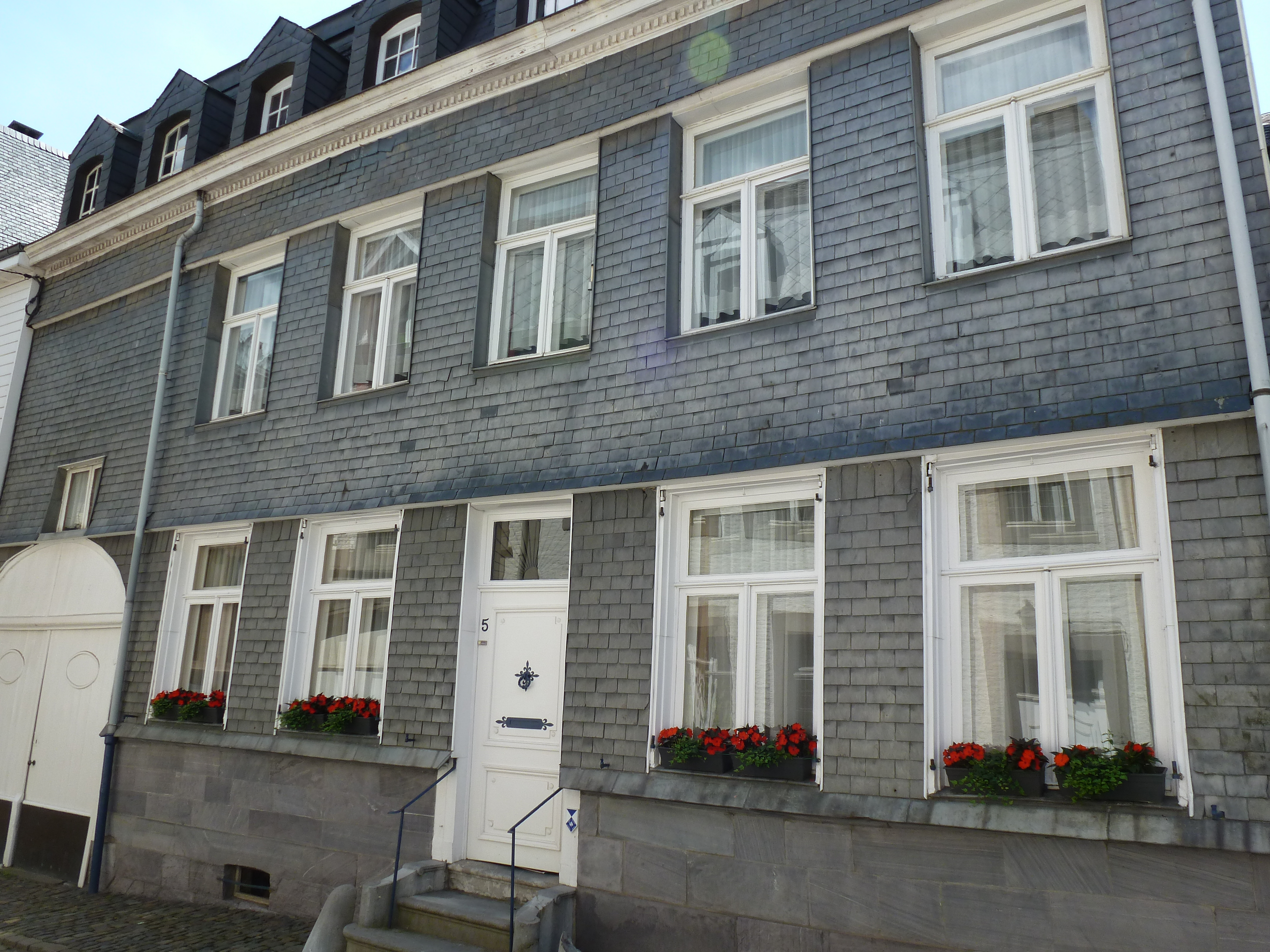
Façade en 2013